# Chichelalhó
Chichelalhó är en ort i Mexiko.   Den ligger i kommunen Larráinzar och delstaten Chiapas, i den sydöstra delen av landet, 700 km öster om huvudstaden Mexico City. Chichelalhó ligger 1 922 meter över havet och antalet invånare är 237.
Terrängen runt Chichelalhó är kuperad åt sydväst, men åt nordost är den bergig. Terrängen runt Chichelalhó sluttar norrut. Runt Chichelalhó är det ganska tätbefolkat, med 166 invånare per kvadratkilometer. Närmaste större samhälle är Bochil, 18,6 km nordväst om Chichelalhó. Omgivningarna runt Chichelalhó är en mosaik av jordbruksmark och naturlig växtlighet.